# تشاك لويد
تشاك لويد (22 مايو 1947 - ) (بالإنجليزية: Chuck Lloyd)‏ هو لاعب كرة سلة أمريكي في مركز الوسط.

## وصلات خارجية
- تشاك لويد على موقع سبورتس رفرنس (الإنجليزية)
- تشاك لويد على موقع ريلجم (الإنجليزية)
- تشاك لويد على موقع بروبوليرز (الإنجليزية)